# Канталупо ин Сабина
Канталу̀по ин Сабѝна (на италиански: Cantalupo in Sabina, на местен диалект Candalùpu, Кандалупу) е село и община в Централна Италия, провинция Риети, регион Лацио. Разположено е на 297 m надморска височина. Населението на общината е 1742 души (към 2010 г.).